# Bert Koß
Bert Koß (* 9. Dezember 1957 in Pößneck) ist ein deutscher Schriftsteller, Dramaturg und Hörspielautor.

## Leben
Koß wuchs in Ost-Berlin auf und machte von 1974 bis 1977 eine Lehre als Baufacharbeiter mit Abitur. Nach dem Wehrdienst von 1977 bis 1980 studierte er von 1980 bis 1984 Theaterwissenschaft bei Ernst Schumacher, Rudolf Münz und Joachim Fiebach an der Humboldt-Universität zu Berlin und schloss 1985 mit einem Diplom ab. In seiner Seminargruppe befanden sich unter anderem Carena Schlewitt und Stephan Göritz. Von 1984 bis 1988 arbeitete er als Dramaturg am Puppentheater Neubrandenburg. Zwischen 1988 und 1993 war er als freiberuflicher Autor in Berlin und Mecklenburg tätig. Von 1993 bis 1996 war er Dramaturg am Staatstheater Cottbus und von 1996 bis 1998 Dramaturg am Volkstheater Rostock. Seit 1998 lebt Koß als freiberuflicher Autor mit seiner Familie in Mecklenburg. Sein Sohn Max Koss (* 1982) ist Kunsthistoriker und seine Tochter Lucie Thiede ist Schauspielerin. 2018 gewann er für seine Mitarbeit am Drehbuch zu Zuckersand einen Grimme-Preis. Der Schriftsteller Karl Koß ist sein Onkel.

## Veröffentlichungen

### Hörspiele
Rundfunk der DDR
- Und hinter uns der Frontmann, Regie: Peter Groeger (Rundfunk der DDR 1989), als Einreichung zum PRIX ITALIA 1989 ins Englische u. Französische übersetzt[5]
- Das kleine Fest zur letzten Sitzung, Regie: Joachim Staritz (Funkhaus Berlin 1990)
- Herr Riegel als Zoologe, Regie: Matthias Thalheim (Funkhaus Berlin 1990)

ARD und DeutschlandRadio
- Herrn Menschels Kollegen, Regie: Peter Groeger (MDR/hr 1992)
- Stark üben feige sein, Regie: Holger Rink (SFB 1993)[6]
- Reden Sie, Gregor Werle! – Ein Verhör-Spiel, Regie: Jürgen Balitzki (ORB 1996)
- Wie ich mir Bernd Kirschkes Kopf zerbrach; Regie: Rainer Schwarz (MDR 2002)
- Die Umsiedlerin oder Das Leben auf dem Lande von Heiner Müller, Hörspiel-Einrichtung zusammen mit Wolfgang Rindfleisch (MDR 2003)
- Die geschützten Männer, nach dem gleichnamigen Roman von Robert Merle, Regie: Stefan Dutt (MDR 2004), als Hörbuch bei: Der Audio Verlag 2004, ISBN 978-3-89813-355-5

### Hörfunkdokumentationen
- Und da beschloss ich Schriftsteller zu werden – Rudi Strahl zu Leben und Werk im Gespräch mit Bert Koß, Ursendung: MDR KULTUR: 13. September 2001, Radio-Porträt über Rudi Strahl auf der Basis eines Gesprächs vom 19. Oktober 1999
- Aber das 'große' kann stehen bleiben – Eva Strittmatter zu Leben und Schreiben an der Seite ihres Mannes, Regie: Matthias Thalheim (MDR 2001 über Eva Strittmatter), als Hörbuch unter dem Titel: Eva Strittmatter – Gedichte und Selbstauskünfte bei: Der Audio Verlag 2002, ISBN 978-3-89813-186-5 sowie unter dem Titel In einer anderen Dämmerung: Gedichte und Selbstauskünfte bei Eulenspiegel-Verlag 2009, ISBN 978-3-359-01116-3

### Film
- Irren ist sexy (Drehbuch), Produzent: Network Movie, ZDF 2005, Regie: Manfred Stelzer[7]
- Der geköpfte Hahn: 1944 – eine wahre Geschichte aus Siebenbürgen von Liebe, Freundschaft und Verlust, nach dem Bestseller von Eginald Schlattner, (Drehbuch), Produzent: Film-Line Productions, Arte 2007, Regie: Radu Gabrea; auf DVD bei: Studio Hamburg Enterprises (AL!VE) 2009
- Hinter Kaifeck (Drehbuch zusammen mit Sönke Lars Neuwöhner, Christian Limmer, Martin Muser und Peter Leuschner), Produzent: 24 Frames Film, Kinostart: 12. März 2009, Regie: Esther Gronenborn[8]; auf DVD bei: STUDIOCANAL 2009
- Keiner geht verloren (Drehbuch zusammen mit Michael Peschke), Produzent: Claussen+Wöbke+Putz Filmproduktion, Co-Produzent: Bayerischer Rundfunk, Erstausstrahlung: 29. September 2010, ARD / das Erste, Regie: Dirk Kummer[9] auf DVD bei: KNM Home Entertainment GmbH 2011
- Zuckersand (Drehbuch zusammen mit Dirk Kummer), Produzent: Claussen+Putz Filmproduktion im Auftrag vom Bayerischen Rundfunk, ARD Degeto und MDR, Erstausstrahlung: 11. Oktober 2017, ARD / das Erste, Regie: Dirk Kummer[10], Preise: Bernd-Burgemeister-Preis für den besten deutschen Fernsehfilm auf dem Filmfest München 2017[11]; Grimme-Preis (Fiktion) 2018 für das Drehbuch.[12]
- Nimm Du ihn (Drehbuch zusammen mit Michael Hofmann), Produzent: die film gmbh (Ulrich Aselmann, Sophia Aldenhofen) im Auftrag des Bayerischen Rundfunks und des ORF. Erstausstrahlung: 4. September 2019, ARD/Das Erste. Regie: Michael Hofmann.
- Die Glücksspieler (Drehbuch zusammen mit Michael Hofmann), Produzent: die film gmbh (Ulrich Aselmann, Sophia Aldenhofen) im Auftrag des Bayerischen Rundfunks, des WDR und des ORF. Erstausstrahlung Folge 1 & 2: 27. April 2022, ARD/Das Erste; Folge 3 & 4: 4. Mai 2022, ARD/Das Erste; Folge 5 & 6: 11. Mai 2022, ARD/Das Erste. Regie: Michael Hofmann.
- Dein perfektes Jahr (Drehbuch), Regie: Luise Brinkmann, ZDF 2024

### Bühnenstücke
- Alle Bühnenknechte (1990)
- Ruhe! Wir stürzen ab nach Dario Fo für das Deutsche Theater Berlin (1992)
- Das geheime Tagebuch des Adrian Mole nach Sue Townsend für das Staatstheater Cottbus (1995)
- Im Traumspalier oder Die Zukunft von morgen, Uraufführung 5. Mai 2006, Theater Waidspeicher Erfurt, Regie: Jochen Menzel[13]
- Lehrer sollten nackt nicht tanzen, nicht vor ihren Schülern! oder Thomas bei den Traumtoten. Eine Feierstunde. Für Lehrer verboten!, Ein rockiges Schulspektakel, Uraufführung: 29. April 2009, Staatstheater Cottbus, Regie: Mario Holetzeck

### Buchpublikationen
- DDR-Theater des Umbruchs, Herausgegeben von Harald Müller, Eichborn 1990, ISBN 978-3-8218-1725-5